# Prothema
Prothema es un género de escarabajos longicornios de la tribu Prothemini.

## Especies
- Prothema anguliferum Aurivillius, 1916
- Prothema astutum Holzschuh, 2011
- Prothema auratum Gahan, 1906
- Prothema auratum brunipenne Holzschuh, 2015
- Prothema auratum cariniscapum Gressitt, 1937
- Prothema auratum ininterruptum Pic, 1927
- Prothema auratum rectilineatum Holzschuh, 2015
- Prothema belli Gardner, 1926
- Prothema cakli Heyrovský, 1967
- Prothema coomani Pic, 1934
- Prothema decoratum Holzschuh, 2015
- Prothema exclamatione Pesarini & Sabbadini, 1999
- Prothema humerale (Pascoe, 1866)
- Prothema laosense Gressitt & Rondon, 1970
- Prothema leucaspis Chevrolat, 1863
- Prothema liciatum Holzschuh, 2007
- Prothema lineatum Pic, 1920
- Prothema ochraceosignatum Pic, 1915
- Prothema plagiferum Aurivillius, 1925
- Prothema signatum Pascoe, 1857
- Prothema simile Gressitt & Rondon, 1970
- Prothema sinuosum Holzschuh, 2007
- Prothema skalei Holzschuh, 2019
- Prothema sulawense Hüdepohl, 1998
- Prothema tibiellum Holzschuh, 2007
- Prothema variicorne Pascoe, 1886
- Prothema viridicanum Holzschuh, 2007
- Prothema vulgare Holzschuh, 2017
- Prothema x-fasciatum Holzschuh, 2017
- Prothema xanthomum Holzschuh, 2011